# 耿昭杰
耿昭杰（1935年8月15日—），出生於安徽省巢湖市，中国第一汽车集团公司原董事長黨委書記，畢業於哈爾濱工業大學專業。

## 生平
1954年加入中国第一汽车集团前身為一汽車廠管理層及工作，直至2006年退休為止，在1954年至1983年間，委任一汽及长春汽车研究所所有範疇工作，包括技術員、党委办公室调研室干事、副组长、所长、廠長等所有工作，而在1983年至2006年期間，委任中国第一汽车集团公司若干旗下公司董事、包括董事长、总经理、黨委書記等所有工作，也曾是第八、九、十屆全國人大代表之一。